# Leger Djime
Leger Djime Nam (* 2. Oktober 1987 in N’Djamena) ist ein tschadischer Fußballspieler, welcher für die tschadische Nationalmannschaft spielte.

## Karriere

### Verein
Djime begann seine Karriere beim Tourbillon FC, bis er im Jahr 2010 zu Al-Nasr Kairo wechselte. Von 2012 an stand er drei Jahre bei Difaâ d’El Jadida in Marokko unter Vertrag. Nach einem Abstecher nach Gabun spielt er seit 2017 für verschiedene Erst- und Zweitligavereine der tschadischen Hauptstadt.

### Nationalmannschaft
In der Qualifikation zur Weltmeisterschaft 2010 bestritt er sechs Länderspiele und erzielte einen Treffer.